# Opera Mini
Az Opera Mini egy J2ME alapú webböngésző mobiltelefonokra, amely a legtöbb Java támogatással rendelkező telefonon működőképes. A böngészőnek két változata van a kevesebb és több memóriával rendelkező telefonokhoz. Az Opera Minit a norvég Opera Software fejleszti.
A hagyományos böngészőktől eltérően (beleértve a mobil böngészőket is), az Opera Mini a weblapok tartalmát egy proxyszerveren keresztül kapja meg, amely az Opera asztali böngésző motorját használva előre letölti és formázza a kért weblapot. A weblap formázása az Opera kis képernyős SSR technológiájával történik, amely jó megjelenést biztosít a hagyományos weblapoknak is a kisképernyős telefonokon vagy eszközökön. A proxy ezen kívül még lekicsinyíti a képeket, lefuttatja a szkripteket, majd a kapott weblapot tömöríti, és ezt küldi el a telefonra telepített Opera Mini vékony kliensnek OBML (Opera Binary Markup Language) leíró nyelvben. Ebben a formában a weblapok mérete átlagosan 90%-kal lesz kisebb.
Az Opera Mini legelőször 2005. augusztus 10-én jelent meg Norvégiában, a helyi TV 2 telefontársasággal együttműködve. Október 20-án egy publikus béta verzió jelent meg az északi országok számára. November 3-án ingyen elérhetővé vált a teljes verzió az Opera felhasználói számára, majd november 10-én Németországban is bevezetésre került. 2006. január 24-én világszerte elérhetővé vált a kisméretű böngésző.
2006. május 3-án kijött a 2.0-s verzió, olyan újdonságokkal, mint például fájl letöltése a telefon memóriájába, új keresőmotor és jobb kezelhetőség.
2007. január 8-ától a Yahoo! keresőmotorra cserélték a korábban használt Google-t.
2007. november 7-én megjelent a 4-es verzió, amely már támogatja a szinkronizálást az asztali Operával, lehetőség van a képernyő elforgatására, a kereső lecserélésére. A mobil nézet mellett, amelyben nincs szükség vízszintes görgetésre, most már elérhető a teljes méretű böngészés, ahol a weblap kicsinyített másán lehet egy kis képernyőt mozgatni, majd belenagyítani. A teljes méretű böngészés megkönnyítésére egy virtuális egér szolgál, amellyel minden irányba görgethető a weblap, és ezzel lehet kijelölni a hivatkozásokat is.
2009. szeptember 16-án megjelent az 5-ös verzió béta, kipróbálásra szánt kiadása, áttervezett kezelőfelület, füles böngészés, gyorshívó, jelszavakat megjegyző password manager, érintőképernyős telefonok támogatása funkciókkal.

## Működési elve

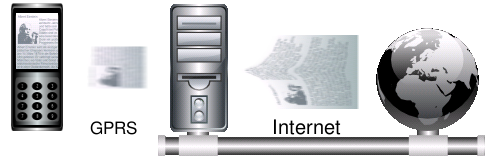
A kívánt oldal átfut egy közbenső szerveren és tömörítve visszajuttaja a mobil eszközre.